# パセオ・ダイゴロー
パセオ・ダイゴローは、京都市伏見区醍醐高畑にある、京都市営地下鉄醍醐駅ターミナルビル・公共施設および商業施設が入居する複合施設。京都市が出資する第三セクターの「京都醍醐センター株式会社」が運営している。
核店舗として平和堂（アル・プラザ）およびヤマダ電機が入居している。

## 沿革
- 1993年4月2日 : 会社設立[1]。
- 1997年10月12日 : 市営地下鉄醍醐駅の供用開始とともに西館が開業。
- 2000年 : 東館（アル・プラザ棟）が開業。

## フロア構成

### 西館

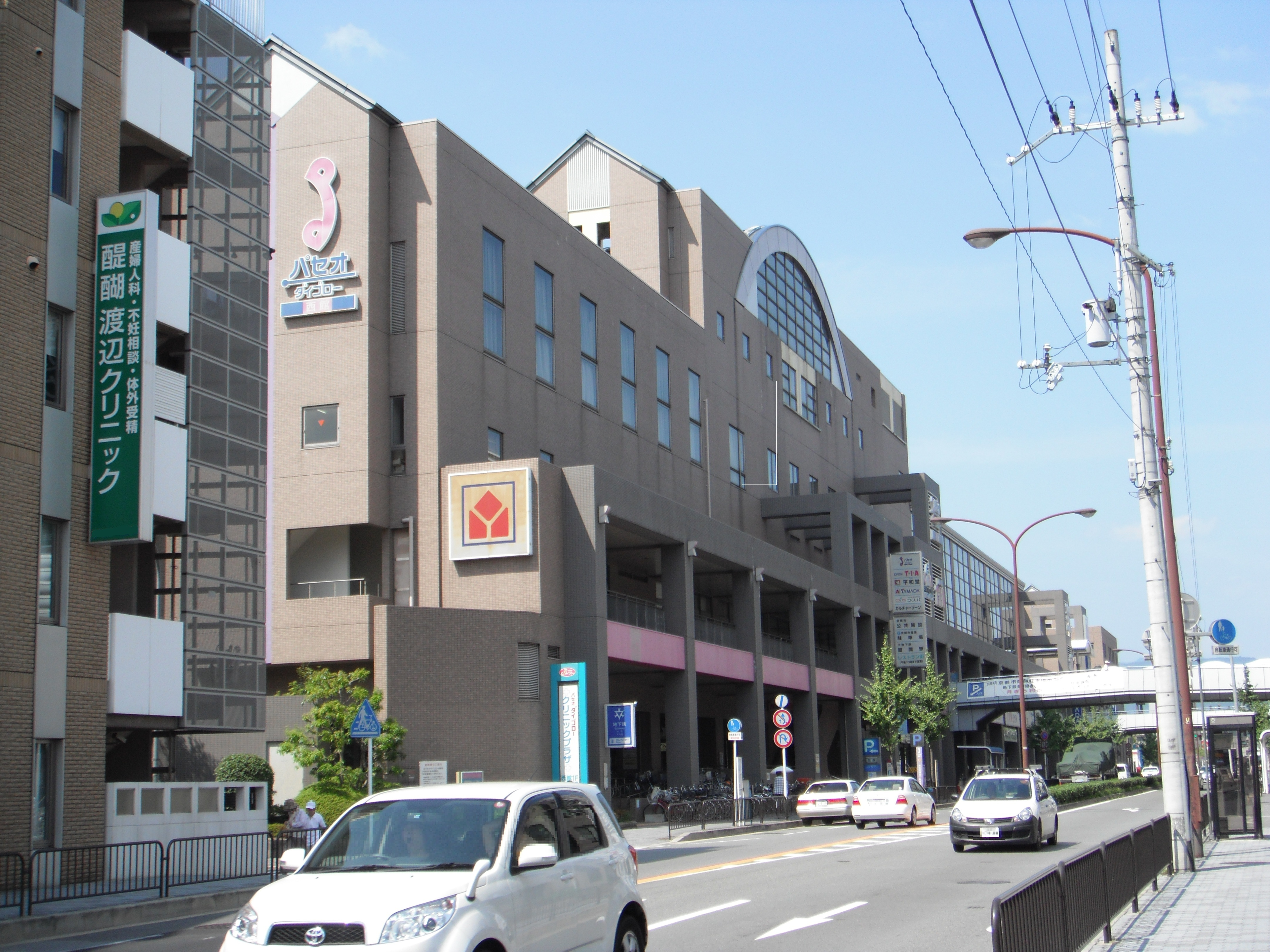
西館

地下3階・地上6階建ての建物に、福祉センター・図書館・体育館などの公共施設および、ヤマダ電機テックランドをメインテナントとして約40の店舗が入居する、公共と商業を兼ねた施設。（北緯34度57分3.8秒 東経135度48分37秒 / 北緯34.951056度 東経135.81028度）
※醍醐駅部分についての詳細は、醍醐駅を参照。
- 地下3階 : 醍醐駅ホーム
- 地下2階 : 醍醐駅コンコース
- 地下1階 : 京都市営醍醐地下駐車場・駐輪場
- 1階
  - 公共施設 : 醍醐老人福祉センター・デイサービスセンター、醍醐バスターミナル
  - 商業部分 : 家電量販店（ヤマダ電機）、薬局など
- 2階
  - 公共施設 : 京都市立醍醐中央児童館・交流会館、郵便局
  - 商業部分 : インフォメーション、家電量販店（ヤマダ電機）、喫茶店・店舗・宝くじ売場など、東館（アル・プラザ棟）連絡通路
- 3階
  - 公共施設 : 京都市立醍醐地域体育館
  - 商業部分 : レストラン街、書店（大垣書店）、雑貨店（100円ショップワッツ）
- 4階
  - 公共施設 : 京都市立醍醐中央図書館
  - 商業部分 : カルチャー教室
- 5階 : フィットネスクラブ（コパン） - 2014年まではフィットネスクラブコスパ
- 6階 : 機械室  ※入居施設は無し。

### 東館
「アル・プラザ棟」とも呼称。地下2階・地上5階建ての建物に、アル・プラザ平和堂と専門店が入居する商業施設。全てのフロアを平和堂が使用している（北緯34度57分3.9秒 東経135度48分40.3秒 / 北緯34.951083度 東経135.811194度）。
- 地下2階 : 醍醐駅コンコース連絡階
- 地下1階 : 駐車場
- 1階
  - アル・プラザ売場 : 食品のフロア・平和堂食品館
  - 専門店街 : ペットワールドアミーゴ・食品専門店・花屋・イベント広場・フードコート(マクドナルド、ケンタッキーフライドチキンなど)
- 2階
  - アル・プラザ売場 : ファッションとヘルス&ビューティのフロア
  - 専門店街 : 衣料品・ファッション専門店・リラクゼーション店ほか
- 3階
  - アル・プラザ売場 :暮らしとキッズのフロア
  - 専門店街 : 手芸のトーカイ・アミューズメント
- 4階 : 駐車場
- 5階 : 駐車場
- 屋上 : 駐車場

## 商業施設の営業時間
以下を除き、9時30分から20時である。
- アル・プラザ醍醐(1階)：9時30分から20時30分(専門店は一部を除き20時まで)
- ヤマダ電機 : 10時から20時
- フィットネスクラブ コパン: 日曜日・祝日以外は10時から23時、日曜日と祝日は10時から20時、金曜日と月末最終日は定休日
- レストラン街：カフェコロランド・四六時中を除き、11時から21時
- 大垣書店・100円ショップワッツ : 10時から20時30分
- 2F：宝くじ・ヤマダ電機以外は10時から18時、宝くじは18時30分まで
- 醍醐カルチャーセンター：10時から21時
- カラット：10時から18時
- 1F：店舗による

## 備考
- エレベーター・エスカレーターは、西館の中央エレベーターは東芝エレベータ製、南エレベーターは日立製、エスカレーターはフジテック製を使用している。東館（アル・プラザ棟）は日立製を使用している。
- 駐車場は、西館は有料で、1000円以上の買い物で2時間無料。東館（アル・プラザ棟）は最初の2時間は無料だが、地下と特招会のときは満車が多い。